# Apterygocampus epinnulatus
Apterygocampus epinnulatus és una espècie de peix de la família dels singnàtids i de l'ordre dels singnatiformes.

## Morfologia
- Els mascles poden assolir 3 cm de longitud total.[1][2]

## Reproducció
És ovovivípar i el mascle transporta els ous en una bossa ventral, la qual es troba a sota de la cua.

## Hàbitat
És un peix marí de clima tropical.

## Distribució geogràfica
Es troba a Indonèsia, les Filipines i Papua Nova Guinea.